# 埃爾薇拉·厄貝里

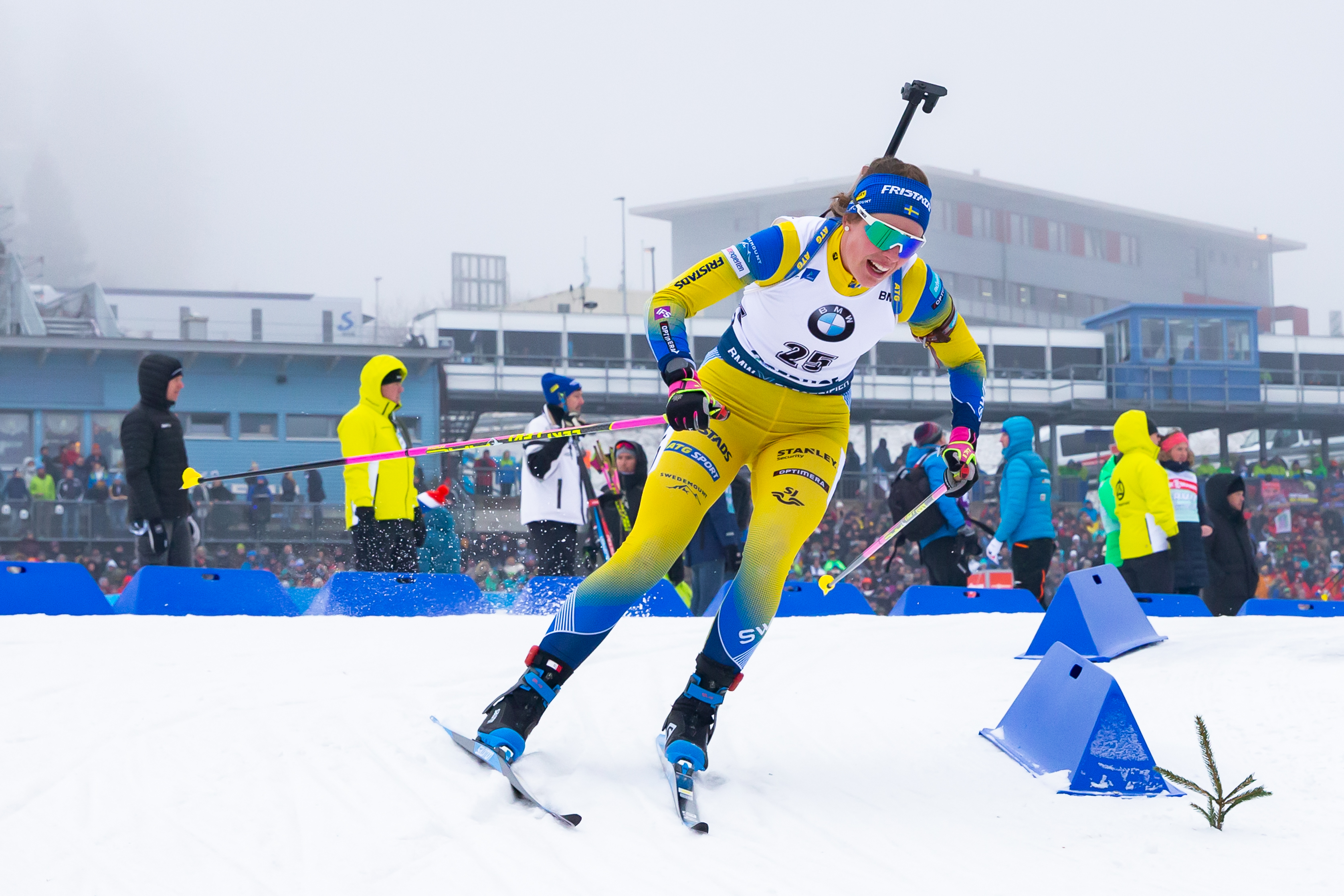
埃尔薇拉·厄贝里，2020年

埃爾薇拉·厄貝里（瑞典語：Elvira Öberg，1999年2月26日—），瑞典冬季兩項運動員，2019年出道，她代表瑞典隊參加了中國舉行的2022年冬季奧林匹克運動會，並且在冬季两项女子7.5公里短距离比赛上獲得銀牌，在冬季两项女子10公里追逐比賽上獲得銀牌，在冬季两项女子4×6公里接力比賽上獲得金牌。